# Jo Platt
Pour les articles homonymes, voir Platt.
Joanne Marie Platt (née le 15 juin 1973) est une femme politique travailliste britannique. Elle est la première femme députée de Leigh, occupant le siège de 2017, à 2019 . Elle est réélue en 2024.
Platt est ministre du cabinet fantôme chargé de la cybersécurité à partir de juillet 2018 . Auparavant, elle est la Secrétaire parlementaire privé de la ministre fantôme de l'Education Angela Rayner et membre du comité des communautés et du gouvernement local.

## Biographie
Platt représente le quartier commun d'Astley et Mosley du conseil de Wigan comme conseiller local à partir de 2012 et entre dans le Cabinet fantôme pour les services aux enfants et aux jeunes en 2014. Elle est élue député de Leigh lors des élections générales de 2017.
Lors de son élection, Mme Platt se concentre sur les problèmes locaux, notamment l'appel à un investissement accru dans les villes post-industrielles, notamment celles de sa circonscription, et mène la campagne pour restaurer la connectivité ferroviaire dans la circonscription. Elle appelle à une augmentation de l'offre locale d'éducation post-16 et à la décentralisation locale pour faciliter l'investissement étranger dans la circonscription.
Platt est Secrétaire parlementaire privé d'Angela Rayner, poste qu'elle occupe jusqu'au 10 juillet 2018, date à laquelle elle est promue ministre fantôme du Cabinet Office où elle s'occupe de la cybersécurité, les projets numériques gouvernementaux, l'identité numérique, l'externalisation et la mise en œuvre gouvernementale. Elle attaque le dossier de cybersécurité du gouvernement, et s'exprime dans sa critique de la gestion par le gouvernement de l'implication de Huawei dans l'infrastructure 5G du Royaume-Uni,. En mars 2019, Platt préconise d'avoir un seul ministre de la cybersécurité et une approche gouvernementale qui facilite la croissance du cyber-secteur britannique dans les villes post-industrielles. Elle préconise également l'adoption de la cyberprofession parmi les personnes atteintes de maladies neurodiverses.